# Sabicea johnstonii
Sabicea johnstonii är en måreväxtart som beskrevs av Karl Moritz Schumann och Herbert Fuller Wernham. Sabicea johnstonii ingår i släktet Sabicea och familjen måreväxter. Inga underarter finns listade i Catalogue of Life.